# طوني جوروبيك
طوني جوروبيك (بالكرواتية: Toni Gorupec)‏ (4 يوليو 1993 بزغرب في كرواتيا - ) هو لاعب كرة قدم كرواتي في مركز الدفاع. شارك مع منتخب كرواتيا تحت 17 سنة لكرة القدم ومنتخب كرواتيا تحت 19 سنة لكرة القدم ومنتخب كرواتيا تحت 20 سنة لكرة القدم ومنتخب كرواتيا تحت 21 سنة لكرة القدم. أما مع النوادي، فقد لعب مع نادي أسترا جورجو ونادي دينامو زغرب ونادي فيتوريا سيتوبال ونادي لوكوموتيفا وNK Sesvete ‏.

## وصلات خارجية
- طوني جوروبيك على موقع الاتحاد الأوربي (الإنجليزية)
- طوني جوروبيك على موقع اتحاد كرواتيا (الكرواتية)
- طوني جوروبيك على موقع قاعدة بيانات كرة القدم.إي يو (الإنجليزية)
- طوني جوروبيك على موقع قاعدة بيانات كرة القدم.إي يو (الإنجليزية)
- طوني جوروبيك على موقع Soccerway.com (الإنجليزية)
- طوني جوروبيك على موقع عالم كرة القدم.نت (الإنجليزية)
- طوني جوروبيك على موقع AS.com (الإسبانية)